# Gerhard Hindrikus Post Cleveringa
Gerhard Hindrikus Post Cleveringa (Zwolle, 31 januari 1904 – Arnhem, 18 mei 1972) was een Nederlands politicus.
Hij werd geboren als zoon van Arnoldus Willem Cleveringa (1876-1958; wijnhandelaar en telg uit het geslacht Cleveringa) en Rikstkéa Heilena Andrea Post (1881-1969). In 1908 werd zijn geslachtsnaam officieel veranderd van 'Cleveringa' in 'Post Cleveringa'. Enkele jaren later scheidden zijn ouders waarna zijn moeder trouwde met Albert Zilvold; vanaf 1926 de burgemeester van Westerbork. G.H. Post Cleveringa doorliep het gymnasium in Amsterdam en was werkzaam als volontair voor hij midden 1926 in Westerbork aangesteld werd als tijdelijk ambtenaar ter secretarie. Bijna vier jaar later volgde zijn benoeming tot klerk ter secretarie in Vlagtwedde. In 1931 maakte hij de overstap naar de gemeente Zuidhorn. In navolging van zijn stiefvader werd hijzelf ook burgemeester; in april 1935 van Nieuwolda en in januari 1953 van Scheemda. Bouke Beumer, burgemeester van Midwolda, werd in mei 1968 tevens waarnemend burgemeester van Scheemda vanwege gezondheidsproblemen bij Post Cleveringa. Hij zou niet meer terugkeren in zijn oude functie en werd in februari 1969 eervol ontslagen vanwege het bereiken van de pensioengerechtigde leeftijd. In 1972 overleed hij op 68-jarige leeftijd.